# Okręg wyborczy Elgin Burghs
Okręg wyborczy Elgin Burghs powstał w 1708 r. i wysyłał do brytyjskiej Izby Gmin jednego deputowanego. Okręg obejmował miasto Elgin. Został zlikwidowany w 1918 r.

## Deputowani do brytyjskiej Izby Gmin z okręgu Elgin Burghs
- 1708–1710: Patrick Ogilvie
- 1710–1713: Alexander Reid
- 1713–1715: James Murray
- 1715–1722: John Campbell
- 1722–1725: William Fraser
- 1725–1727: John Campbell
- 1727–1728: William Steuart
- 1728–1734: Patrick Campbell
- 1734–1741: William Steuart
- 1741–1747: James Grant
- 1747–1755: William Grant
- 1755–1771: Andrew Mitchell
- 1771–1774: Thomas Lockhart
- 1774–1784: Staats Long Morris
- 1784–1790: William Adam
- 1790–1802: Alexander Brodie
- 1802–1806: Francis Grant
- 1806–1807: George Skene
- 1807–1810: Archibald Colquhoun
- 1810–1812: William Dundas
- 1812–1812: Archibald Campbell
- 1812–1818: Patrick Milne
- 1818–1820: Robert Grant
- 1820–1826: Archibald Farquharson
- 1826–1831: Alexander Duff
- 1831–1832: William Gordon Gordon-Cumming
- 1832–1838: Andrew Leith Hay
- 1838–1841: Fox Maule, wigowie
- 1841–1847: Andrew Leith Hay
- 1847–1857: George Skene Duff
- 1857–1881: Mountstuart Elphinstone Grant Duff, Partia Liberalna
- 1881–1905: Alexander Asher, Partia Liberalna
- 1905–1918: John Ebenezer Sutherland, Partia Liberalna
- 1918–1918: Charles Barrie, Partia Liberalna